# Storia del pensiero economico moderno
'Storia del pensiero economico moderno è un libro scritto dall'economista statunitense Daniel R. Fusfeld, che ha insegnato presso l'Università del Michigan.
L'autore esegue un excursus del pensiero economico nel mondo occidentale dai primordi della emancipazione della disciplina avvenuto nel Cinquecento e nel Seicento fino al periodo post-keynesiano. 
Una delle tesi più interessanti proposte dall'autore è che le figure fondamentali di Karl Marx, Adam Smith e John Maynard Keynes emergano per il modello filosofico-sociale proposto dagli economisti e che era alla base delle loro teorie. 
Il lavoro di Fusfeld consiste nel legare, trovare le connessioni tra le teorie economiche ed il contesto sociale, politico e culturale. Il libro è ancora attuale oggi, visto che affronta tematiche come quelle dello sviluppo nei paesi poveri e dell'automazione crescente.

## Edizioni
- Daniel R. Fusfeld, Storia del pensiero economico moderno, Oscar Studio Mondadori, Arnoldo Mondadori, 1976,  pp.188, cap. 11.